# Плетнер, Олег Викторович
Оле́г Ви́кторович Пле́тнер (яп. オレグ・プレトネル; ум. 7 марта 1929, Москва) — советский востоковед.
Происходил из дворян. Окончил восточный факультет Санкт-Петербургского университета (1911—1915) и одновременно Практическую восточную академию (1914). Стажировался в Японии (1912, 1913, 1914). Призван на военную службу (1915—1916), но освобожден из-за слабого здоровья. Переводчик в Японии при приёмочной комиссии военного снабжения (1916—1917). После большевистского переворота служил в Красной армии.

## Биография
Плетнер был выпускником Петербургского университета и имел богатый опыт стажировок в Японии, посетив её три раза. Занятия свои японским языком начал ещё в гимназии в шестом классе. В 1911 г. поступил на факультет восточных языков Петербургского университета и в Практическую Восточную Академию при обществе Востоковедения. Летом 1912 года был командирован университетом в Японию. Летом 1913 г. был командирован в Японию Русско-Японским обществом и университетом. В 1914 г. летом был в командировке в Японии от университета и Академии, последней была представлена работа по истории Японии 11-го века по японским источникам. В 1915 г. окончил Университет с дипломом первой степени и Академию по первому ряду. Будучи мобилизованным и имея в виду продолжать занятия японским языком, добился командировки в Японию; к тому же времени был освобождён по болезни от военной службы. В 1916 г. осенью выехал в Японию, где пробыл 10 месяцев. В марте 1918 г. снова приехал в Японию, где находился до 1922 года.
Во времена основания Восточного института такого послужного списка было достаточно для трудоустройства, однако наступила совсем другая эпоха, и Плетнер по соответствовал требованиям Дальневосточного университета: у нею не было ни опыта работы в высшем учебном заведении, ни диссертации на соискание учёной степени, магистрантский экзамен он также не сдавал. По совету Петрова 15 сентября 1920 г. он написал письмо Л. В. Гребенщикову с целью узнать подробности трудоустройства. 28 марта 1921 года прошли выборы, на которых Плетнер выдвигался на должность и. д. приват-доцента, и по их результатам он получил эту должность. Однако он все никак не прибывал на место работы. В письме от 6 ноября 1921 г. он говорит о необходимости задержать вступление на должность в связи с неспокойной обстановкой на Дальнем Востоке, выражает желание быть оставленным в университете, а также желание заменить магистрантские экзамены работой на тему, данную факультетом. Ещё он пишет о том, что заканчивает работу над исследованием «Ста стихов ста поэтов» и о том, что отправил работу по классификации японских глаголов «Исследование японских глаголов».
Сохранился протокол собрания Восточного факультета от 7 февраля 1922 г. Решение было принято следующее: «Поставленно: в виду неприступления г. Плегнера своевременно к исполнению обязанностей в настоящем академическом году и невозможности для него приступить к означенным обязанностям в близкому будущем, признать г. Плетнера выбывшим с должности и. д. доцента и Довести в этом смысле до сведения Совета университета». В итоге Плетнер, назначенный на должность и. д. приват-доцента, был этой должности лишён ввиду неприбытия к месту назначения и невыполнения рабочих обязанностей. Его запрос о сохранении полученной должности с возможностью оставить его при университете на время пребывания в Японии по исследовательским делам был отклонён.
После высылки из Японии за «пропаганду коммунизма», был прикомандирован к Разведуправлению РККА, параллельно числился преподавателем Московского института востоковедения. Опубликовал более сорока научных работ, в том числе справочник о современной Японии (1925), монографию «Аграрный вопрос в Японии: Исследования и материалы» (1927, переведена на японский язык). Совместная с Е. Д. Поливановым грамматика японского языка вышла уже после кончины учёного. Разведчик и писатель Роман Ким писал в некрологе следующее:

За семь лет (1922—1929) О. В. сделал то, что иной ученый не может сделать за всю свою долгую жизнь: создал плеяду молодых японистов — практических работников на Востоке, подготовил академическую смену, написал ряд любопытных и остроумных исследований по японской филологии, истории литературы и театра, опубликовал ряд популярных работ по Японии и, наконец, положил начало планомерному изучению экономической истории Японии, в частности аграрного вопроса.— Ким Р. О. В. Плетнер // Новый Восток. М., 1929. Кн. 25. С. 381—383.